# Červenec 2004
1. července – čtvrtek
 Sonda Cassini-Huygens navedena na oběžnou dráhu kolem Saturnu.
4. července – neděle
 Mistry Evropy ve fotbale se stali Řekové, kteří porazili v Lisabonu domácí Portugalsko 1:0. 
25. července – neděle
 Na 100 000 odpůrců plánu Ariela Šarona na odchod Izraele z okupovaného Pásma Gazy vytvořilo lidský řetěz 90 kilometrů dlouhý, táhnoucí se z Pásma Gazy až do Jeruzaléma.